# Statue-menhir de Bournac
La statue-menhir de Bournac est une statue-menhir appartenant au groupe rouergat découverte à Saint-Affrique, dans le département de l'Aveyron en France.

## Description
La statue a été découverte en 1980 par J. Caumes sur une pente au lieu-dit Licide. C'est un fragment de dalle en grès permien de 0,64 m de hauteur sur 0,56 m de largeur et épais de 0,18 m. La hauteur d'origine de la statue est estimée à 1,50 m. Le fragment correspond à la partie centrale d'une statue incomplète. Les seuls caractères anthropomorphes et attributs représentés par gravure sont, côté recto, les doigts de la main droite, une ceinture à motif de chevrons et la partie supérieure de deux jambes accolées avec un arrondi des genoux bien marqué, ce qui laisse penser que le personnage représenté est assis. Côté verso, la statue ne comporte que le prolongement de la ceinture. L'absence de représentation du motif de l'objet pourrait indiquer qu'il s'agit d'une statue-menhir féminine,.
La statue est conservée à la maison de la Mémoire à Saint-Affrique.